# Донг Нам Бо
Донг Нам Бо (Югоизточен) (на виетнамски: Đông Nam Bộ) е един от регионите, на които се дели Виетнам. Регионът се състои от седем низинни провинции, които се намират на север от делтата на река Меконг. Тук се намира и пряко управляваният от държавата град Хошимин, който със своите 6 105 800 жители е и най-големият по население град в страната. На юг и изток Донг Нам Бо граничи с Южнокитайско море, на югозапад с Донг Банг Сонг Ку Лонг, на север Тай Нгуйен, а на запад с Камбоджа.
Дог Нам Бо е икономически най-добре развитият регион в страната, допринасяйки годишно със 148 млрд. донга от общо 251 млрд. донга годишен държавен бюджет. Това е и най-урбанизираният регион във Виетнам, защото 50% от населението на Донг Нам Бо живее в градове при едва 25% живеещите в градски населени места в другите части на страната.
На територия от 34 807.7 km² живеят 13 799 100 души със средна гъстота на населението от 396,4 души/km².

## Провинции
| Провинция           | На виетнамски   | Столица           | Население (1 юли 2006) | Площ (1 януари 2006) | Гъстота         |
| ------------------- | --------------- | ----------------- | ---------------------- | -------------------- | --------------- |
| Ба Зя-Вунг Тау      | Bà Rịa-Vũng Tàu | Ба Зя             | 926 300                | 1989.6 km²           | 452.8 души/km²  |
| Бин Дуонг           | Bình Dương      | Тху Дау Мот       | 964 000                | 2696.2 km²           | 327.7 души/km²  |
| Бин Фуок            | Bình Phước      | Донг Соай         | 809 500                | 6883.4 km²           | 114.3 души/km²  |
| Бин Тхуан           | Bình Thuận      | Фан Тхиет         | 1 163 700              | 7836.9 km²           | 142.7 души/km²  |
| Донг Най            | Đồng Nai        | Биен Хоа          | 2 214 800              | 5903.9 km²           | 368.9 души/km²  |
| Нин Тхуан           | Ninh Thuận      | Фан Занг-Тхап Тям | 567 900                | 3363.1 km²           | 271.3 души/km²  |
| Тай Нин             | Tây Ninh        | Тай Нин           | 1 047 100              | 4035.9 km²           | 255.56 души/km² |
| Хошимин (Хо Ши Мин) | Hồ Chí Minh     |                   | 6 105 800              | 2098.7 km²           | 2978 души/km²   |

## Административни центрове
- Хошимин – най-големият град по население във Виетнам, метрополтията му надхвърля 8 милиона души
- Вунг Тау – център на петролната индустрия във Виетнам, популярна туристичеса дестинация
- Ту Дау Мот – един от индустриалните центрове на страната, фактически е част от метрополията на Хошимин
- Фан Тхиет – курортен град
- Тай Нин – тук е създадена религията Као Дай
- Биен Хоа – тук е разположена военновъздушната база Биен Хоа
- Донг Соаи